# HMS Illustrious (R87)
L'HMS Illustrious (R87) fu una portaerei della Royal Navy, capoclasse della classe omonima ed a cui appartengono la Victorious, Formidable e la Indomitable.

## Storia
L'Illustrious venne costruita dalla Vickers-Armstrong a Barrow-in-Furness, varata nel 1939 ed entrò in servizio nel maggio 1940. Aveva un dislocamento di 23.000 t e la capacità di trasportare fino a 36 aerei, sebbene questi non fossero molti rispetto a controparti più piccole: il suo ponte corazzato riduceva di molto il numero di aerei che poteva trasportare.
La Illustrious si unì alla flotta nell'agosto 1940, venendo assegnata al mar Mediterraneo dove svolse missioni di scorta convogli, attacchi anti-nave e contro postazioni in nord Africa. Il 31 agosto lanciò un attacco contro gli aeroporti di Maritza. Il 16 settembre Fairey Swordfish decollati dall'unità affondarono due cacciatorpediniere italiani all'ancora a Bengasi. L'11 novembre 1940 divenne la prima portaerei nella storia a lanciare un significativo attacco contro una flotta nemica, lanciando l'audace attacco contro la flotta italiana nella battaglia di Taranto: 21 aerosiluranti Fairey Swordfish dell'815, 819 e 824 squadrone basati sulla Illustrious attaccarono la flotta italiana subito dopo il tramonto. Gli italiani furono colti di sorpresa, una nave da battaglia venne semiaffondata ed altre 2 vennero gravemente danneggiate.
Il 10 gennaio 1941 appena due mesi dopo, partecipando all'Operazione Excess, che prevedeva diversi convogli contemporaneamente, fu il turno dell'Illustrious di essere il bersaglio di bombardieri in picchiata Stuka tedeschi ed italiani, mentre stava scortando un convoglio ad oriente della Sicilia. Venne colpita da sei bombe e subì gravi danni, mentre rimasero uccisi 83 marinai. Costretta a fermarsi a Malta per le riparazioni d'emergenza, venne fatta oggetto di numerosi attacchi aerei, venendo colpita varie volte in maniera non grave. Lasciò Malta il 23 gennaio arrivando ad Alessandria d'Egitto al mezzogiorno del 25 gennaio per essere sottoposta a nuovi lavori di riparazione temporanei. Poco dopo venne trasferita in Virginia via Suez e Città del Capo per essere sottoposta a riparazioni permanenti e per essere meglio protetta nel Norfolk Navy Yard.
Ritornò in servizio nel maggio 1942 e venne immediatamente inviata nell'Oceano Indiano. Quello stesso maggio, insieme alla sua nave sorella Indomitable partecipò all'Operation Ironclad, coprendo gli sbarchi a Diego Suarez nel Madagascar controllato dalla Francia di Vichy. Nel gennaio 1943 venne ritirata dal servizio nella Eastern Fleet, tornando in patria per lavori di ammodernamento che comportarono l'installazione di nuovi radar per l'individuazione di aerei e navi e per il controllo fuoco. Per aumentare le difese antiaeree i cannoni Oerlikon singoli vennero sostituiti con impianti binati.
Tornata in servizio a fine giugno, in luglio venne utilizzata insieme alla Unicorn in una missione di pattugliamento e attacco nelle acque norvegesi, per agire come diversivo durante gli sbarchi alleati in Sicilia. Tornata nel Mediterraneo per operare con lo squadrone navale basato a Gibilterra, la Forza H, venne impiegata in settembre nell'appoggio agli sbarchi alleati a Salerno, denominati Sbarco a Salerno. Nel 1944 si unì alla British Eastern Fleet, giungendo a Trincomalee il 31 gennaio. La prima missione offensiva contro posizioni giapponesi venne effettuata il 19 aprile insieme alla portaerei della US Navy USS Saratoga, bombardando Sabang sull'isola di Sumatra. Dai primi di maggio i Fairey Barracuda imbarcati vennero sostituiti con Grumman TBF Avenger. Il 25 luglio insieme alla Victorious prese parte ad una nuova missione contro Sabang, durante la quale le unità di scorta bombardarono le installazioni portuali della zona. Il 24 e il 29 gennaio 1945 attaccò insieme alle portaerei Indomitable, Victorious e Indefatigable le raffinerie di Palembang.
Fece tappa quindi a Fremantle in Australia per riposarsi ed esser rifornita. Il 4 marzo a Manus si riunì con il resto della British Pacific Fleet e si diresse verso Ulithi dove arrivò il 19 marzo. Successivamente insieme alla parte della British Pacific Fleet, designata Task Force 57 dall'ammiraglio Chester Nimitz, insieme alle due navi sorelle Formidable e Victorious, protesse gli sbarchi del 1º aprile a Okinawa dove vinse il suo ultimo Battle honour. Mentre si trovava nel pacifico venne colpita da due aerei kamikaze, ma diversamente dalle sue controparti statunitensi soffrì danni minimi grazie al suo ponte di volo corazzato.
Dopo la guerra venne destinata al ruolo di nave addestramento e prova. Tra il gennaio e l'agosto 1948 venne riallestita e modernizzata; alla fine del 1954 venne dismessa dal servizio, venduta il 3 novembre 1956 ed infine smantellata a Clyde dopo una carriera di successo. Le sue navi sorelle Formidable e Indomitable erano anch'esse state smantellate negli anni 1950 sebbene la Victorious, ultima nave della classe, sopravvisse fino al 1969, quando anch'essa venne smantellata.

## Onori in battaglia
- Taranto 1940
- Mar Mediterraneo 1940-'41
- Convogli di Malta 1941
- Diego Suarez 1942
- Salerno 1943
- Sabang 1944
- Palembang 1945
- Okinawa 1945